# Black (Pearl Jam)
"Black" is een nummer van de Amerikaanse rockband Pearl Jam. Het nummer is het vijfde van het debuutalbum Ten uit 1991 (dat in de Verenigde Staten 13 miljoen keer verkocht is). Black is een van de populairste nummers van Pearl Jam hoewel het nooit op single is uitgegeven. Desondanks scoort het nummer goed in de sinds december 1999  jaarlijks uitgezonden NPO Radio 2 Top 2000 van de Nederlandse publieke radiozender NPO Radio 2 en regelmatig op nummer 1 in de Belgisch Vlaamse De Tijdloze.
Toen het album Ten een groot commercieel succes werd, maande platenmaatschappij Epic Records de band aan om Black als single uit te geven. Pearl Jam weigerde en wees op het persoonlijke karakter van het nummer. De band vreesde dat dit aspect verloren zou gaan met een videoclip en uitgave als single. Zanger Eddie Vedder zei hierover: “Kwetsbare nummers worden door de business vernietigd. Daar wil ik niet aan meedoen. Ik denk niet dat de band daaraan wil meedoen". Vedder belde persoonlijk met managers van radiostations wereldwijd om er op toe te zien dat Epic het nummer niet als single had vrijgegeven.

## Tekst
De tekst is geschreven door zanger Eddie Vedder en de muziek door gitarist Stone Gossard. Het nummer gaat over het liefdesverdriet over een vrouw, vanuit het perspectief van de eerste persoon (‘ik’) geschreven. Het wereldbeeld van de 'ik-persoon' is aan het veranderen, en deze vraagt zich vertwijfeld af waarom de vrouw niet een ster aan zijn hemel kan zijn.

## Live
Black werd op 22 oktober 1990 voor het eerst live gespeeld tijdens het eerste optreden van de band (toen nog onder de naam Mookie Blaylock). Alleen Alive, Porch en Even Flow zijn vaker live gespeeld dan Black. Black werd door de band in 1992 gespeeld tijdens de opnames voor MTV Unplugged. Pearl Jam heeft Black ook live gespeeld in Landgraaf tijdens Pinkpop 1992, Pinkpop 2000 en Pinkpop 2018.

## Accolades
Hoewel Black nooit als commerciële single is uitgegeven, bereikte het plek 3 op de Billboard Mainstream Rock Tracks, een lijst met de meest gedraaide nummers op de Amerikaanse rock-zenders.
Het nummer is in 2011 door de luisteraars van Kink FM verkozen tot het beste nummer ooit gemaakt. Het nummer staat hiermee op nummer 1 in de Kink 1600. Deze lijst is opgesteld in het kader van het 16-jarig bestaan van de alternatieve zender. Omdat de Kink 1600 het laatste programma was dat werd uitgezonden op Kink FM voordat die zender stopte per 1 oktober 2011, was Black het laatste nummer wat werd uitgezonden op Kink FM. Het nummer stond in 2010 ook op nummer 1 in de Kink 1500, evenals in 2009 in de Kink 1400, in 2008 in de Kink 1300, en in 2007 in de Kink 1212. Black heeft dus op de laatste vijf KINK FM-allertijdenlijsten bovenaan gestaan. Ook na de herstart van KINK in 2019 bleek Black populair. Vlak voor de herstart was een extreem uitgerekte versie van het nummer te horen op de zender en dat jaar eindigde de track ook bovenaan in de KINK 1500. Ook in 2020 en 2021 wist de track bovenaan de KINK 1500 te eindigen, maar in 2022 zakte het een plekje naar de 2e plaats.
In de lijst Arrow Rock 500 van het Nederlandse station Arrow Classic Rock staat Black sinds 2010 in de Top 10. Sindsdien maakt het nummer een gestage opmars. In de editie van 2015 staat Black op de tweede plaats achter de eeuwige nummer één Stairway to Heaven.
Het nummer behaalde in 2008, 2009 en 2010 de tweede plaats in de door 3FM gedraaide lijst 90s Request Top 100
Black eindigde als veertiende in de Top Serious Request 2008 (de "Glazen Huis" actie) van 3FM. In 2007 had het nummer plek 22. In 2009 was het zestiende en in 2010 stond het nummer op plek 26. In dat jaar had Pearl Jam 14 nummers vertegenwoordigd en was het nummer Just Breathe voor de tweede achtereenvolgende keer succesvoller dan Black. In 2014 stond het nummer op plek 50.
In een 2009 Pearl Jam Readers' Poll georganiseerd door muziekcriticus Charles Peelle werd het nummer op 1 geplaatst. Peelle zette het nummer zelf ook op 1 op zijn persoonlijke lijst. In mei 2011 verkozen lezers van het blad Rolling Stone het nummer tot 9de ballad aller tijden.
In 2015, 2016, 2017, 2018, 2019 en 2020 stond Black op nummer 1 in de Tijdloze 100 van Studio Brussel.

## Hitnotering

### NPO Radio 2 Top 2000
| Nummer met noteringen in de NPO Radio 2 Top 2000 | '09 | '10 | '11 | '12 | '13 | '14 | '15 | '16 | '17 | '18 | '19 | '20 | '21 | '22 | '23 | '24 |
| ------------------------------------------------ | --- | --- | --- | --- | --- | --- | --- | --- | --- | --- | --- | --- | --- | --- | --- | --- |
| Black                                            | 803 | 452 | 40  | 24  | 16  | 12  | 12  | 10  | 6   | 7   | 7   | 6   | 9   | 7   | 7   | 10  |

1. ↑  Een vetgedrukt getal geeft de hoogste notering aan.
2. ↑  2009 was het eerste jaar met een notering voor dit nummer.